# Distretto di Aïn El Arbaa
Il distretto di Aïn El Arbaa è un distretto della provincia di ʿAyn Temūshent, in Algeria, con capoluogo Aïn El Arbaa.

## Comuni
I comuni del distretto sono:
- Aïn El Arbaa
- Tamzoura
- Sidi Boumedienne
- Oued Sabah